# Heinrich Blunck
Heinrich Blunck, auch Blunck-Heikendorf (* 30. April 1891 in Kiel; † 2. Juli 1963 in Heikendorf), war ein norddeutscher Maler und Lithograf.

## Leben

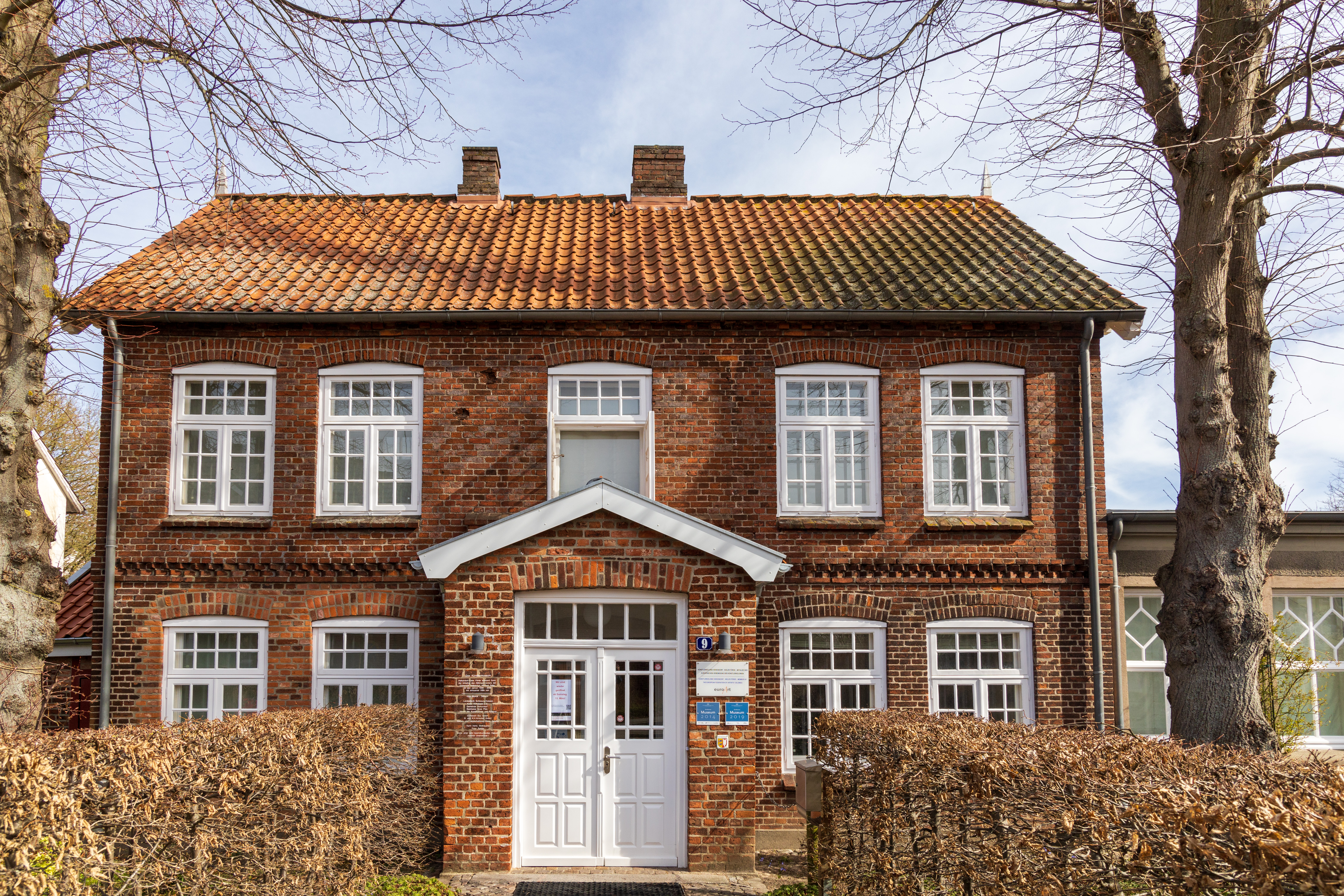
Das ehemalige Wohnhaus von Heinrich und Käte Blunck, heute Künstlermuseum Heikendorf-Kieler Förde

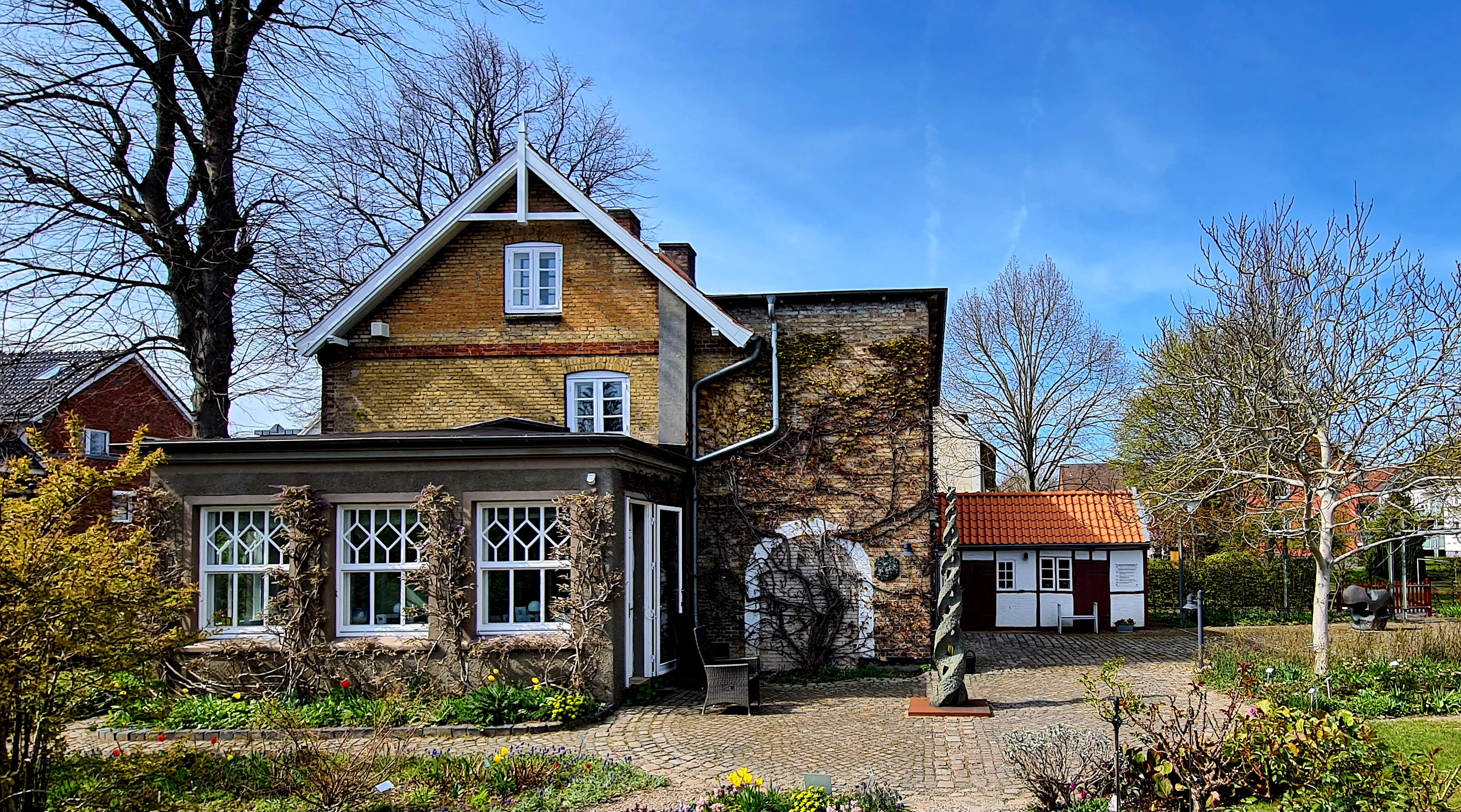
Das Wohnhaus und Atelier (rechts als Anbau) von Heinrich und Käte Blunck in Heikendorf vom Garten aus gesehen.

Heinrich Blunck wurde am 30. April 1891 in Kiel geboren. Er war der einzige Sohn des bekannten Lithografen Otto Blunck und seiner Ehefrau Anna Christina Theodora, geb. Nicolaysen. Nach dem frühen Tod des Vaters im Jahre 1899 lebte er mit Mutter und Schwester Waldine (1893–1956) in der Holstenstr. 56. Ab 1901 besuchte er die Kieler Gelehrtenschule und erhielt privaten Zeichenunterricht von den bekannten Kieler Künstlern Fritz Stoltenberg und Georg Burmester, die 1905 ihre Mal- und Zeichenschule in der Muhliusstr. 69 in Betrieb nahmen.
1904 reiste er mit Mutter und Schwester an die Italienische Riviera, den Genfer See und an den Rhein, 1906 in die USA und nach Mexiko. Die Schule schloss er in Schleswig mit dem „Einjährigen“ ab. Er begann 1909 seine akademische Ausbildung an der Akademie der Bildenden Künste München, besuchte kurz die Kieler Handwerker- und Kunstgewerbeschule. Er wechselte 1911 an die Kunstakademie Kassel, dort wurde er Meisterschüler des Direktors Hans Olde.
Mit Ausbruch des Ersten Weltkrieges kehrte Blunck nach Kiel zurück und wurde im März 1915 zum Militär eingezogen. Zugeteilt wurde er einem Kriegsgefangenenlager in Göttingen. Dort betreute er inhaftierte flämische Künstler und organisierte eine Wanderausstellung mit deren Werken durch Flandern und Wallonien. Ab 1913 war Blunck Mitglied der Schleswig-Holsteinischen Kunstgenossenschaft, deren Vorsitzender er 1929 wurde.
Nach dem Kriegsende 1918 lebte er kurz bei seiner Schwester und deren Mann Pastor Friedrich Lührs in Süsel, zog aber – ungeachtet der drohenden Abtretung Nordschleswigs an Dänemark – bald auf die Insel Alsen und richtete sich im Glockenturm des Schlosses Augustenburg ein Atelier ein. 1923 heiratete er seine Verlobte Käte Thede (1901–1991), Tochter des Sanitätsrats Ernst Thede, und bezog mit ihr das neu erworbene Haus in Heikendorf am Ostufer der Kieler Förde. Das einzige Kind des Ehepaares war der Sohn Ottheinrich (1924–1943).

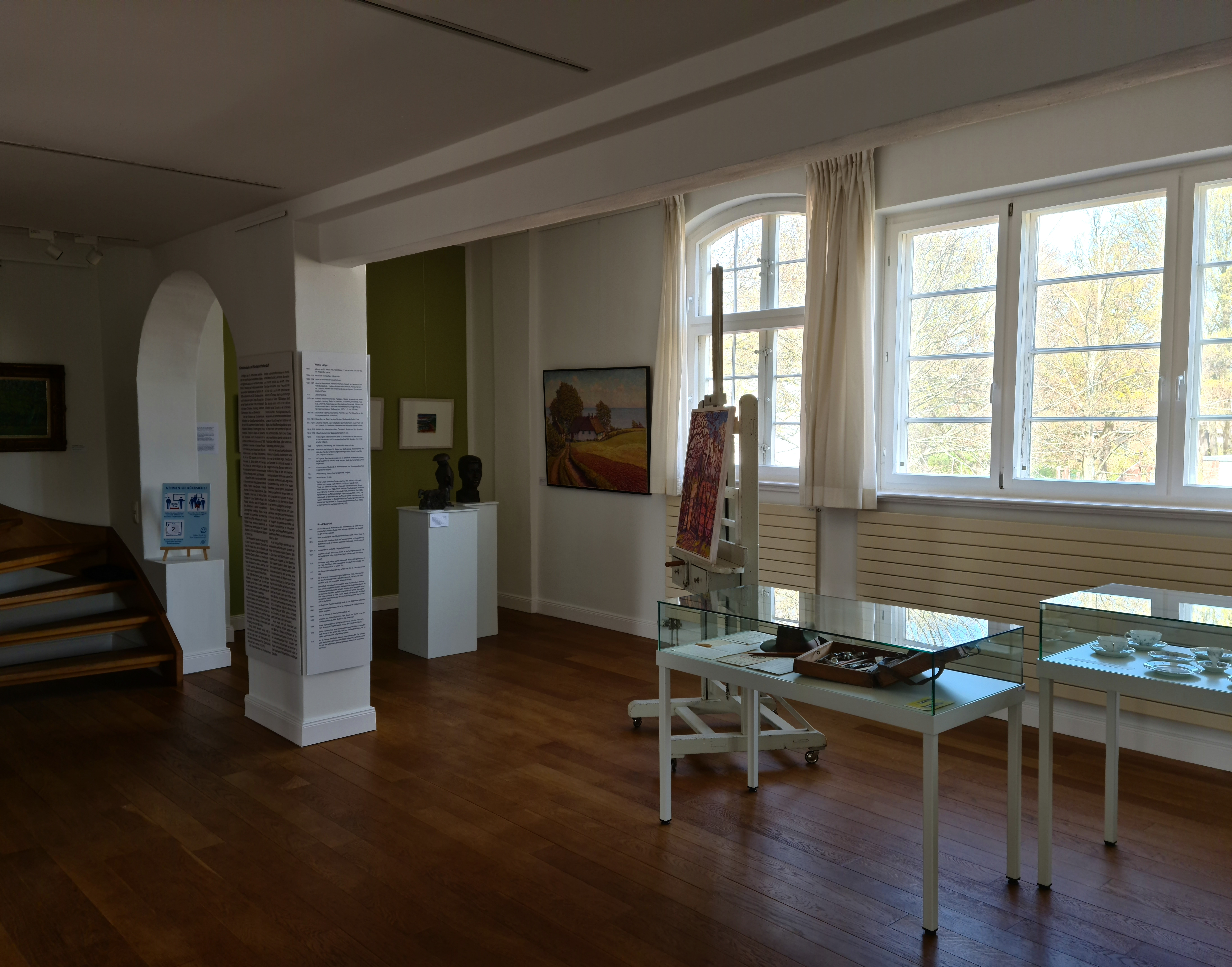
Blick in das Atelier des Malers in seinem Wohnhaus. In der Mitte steht seine Staffelei.

Beruflich war Blunck in seine Tätigkeit als Dozent der Kieler Volkshochschule und die Übernahme der Leitung der Mal- und Zeichenschule von Fritz Stoltenberg und Georg Burmester eingebunden. 1929 gründete er zusammen mit Peter Ingwersen den Bund „Kunst für Schule und Volk“, der bis in die 1930er Jahre Wanderausstellungen durch Schleswig-Holstein und Nordschleswig organisierte.
Nach der Machtübernahme der NSDAP im Januar 1933 ging es hauptsächlich darum, den Fortbestand und die Unabhängigkeit der Schleswig-Holsteinischen Kunstgenossenschaft zu bewahren. Letztlich war dies vergeblich, denn 1937 wurde ein Ausstellungsverbot verhängt. Blunck selber wurde 1940 während eines Kuraufenthaltes in Karlsbad in Böhmen von der Gestapo verhaftet und verbrachte zwei Wochen in Haft. Vorgeworfen wurde ihm ein Verstoß gegen das „Heimtückegesetz“, und es stand die Überstellung in das KZ Dachau bevor. Dem ehemaligen Bürgermeister von Heikendorf, Hermann Rieken, gelang es, Blunck frei zu bekommen. Blunck beantragte am 30. Juni 1941 die Aufnahme in die NSDAP und wurde zum 1. Juli desselben Jahres aufgenommen (Mitgliedsnummer 8.867.027). 1942 war er mit der Aquarell-Lithografie „Bauernvogtstelle in Brodersdorf“ auf der Großen Deutschen Kunstausstellung in München vertreten.
Insbesondere der Tod des Sohnes am 10. November 1943 an der Ostfront führten dazu, dass Blunck sich zunehmend zurückzog und auch seinen Wohnsitz an die Westküste Schleswig-Holsteins, nach Simonsberg bei Husum, verlegte. 1951 kehrten er und Käte Blunck nach Heikendorf zurück. Am 2. Juli 1963 starb Heinrich Blunck mit 72 Jahren in seinem Atelier. Das Grab der Familie Blunck befindet sich auf dem Heikendorfer Friedhof.

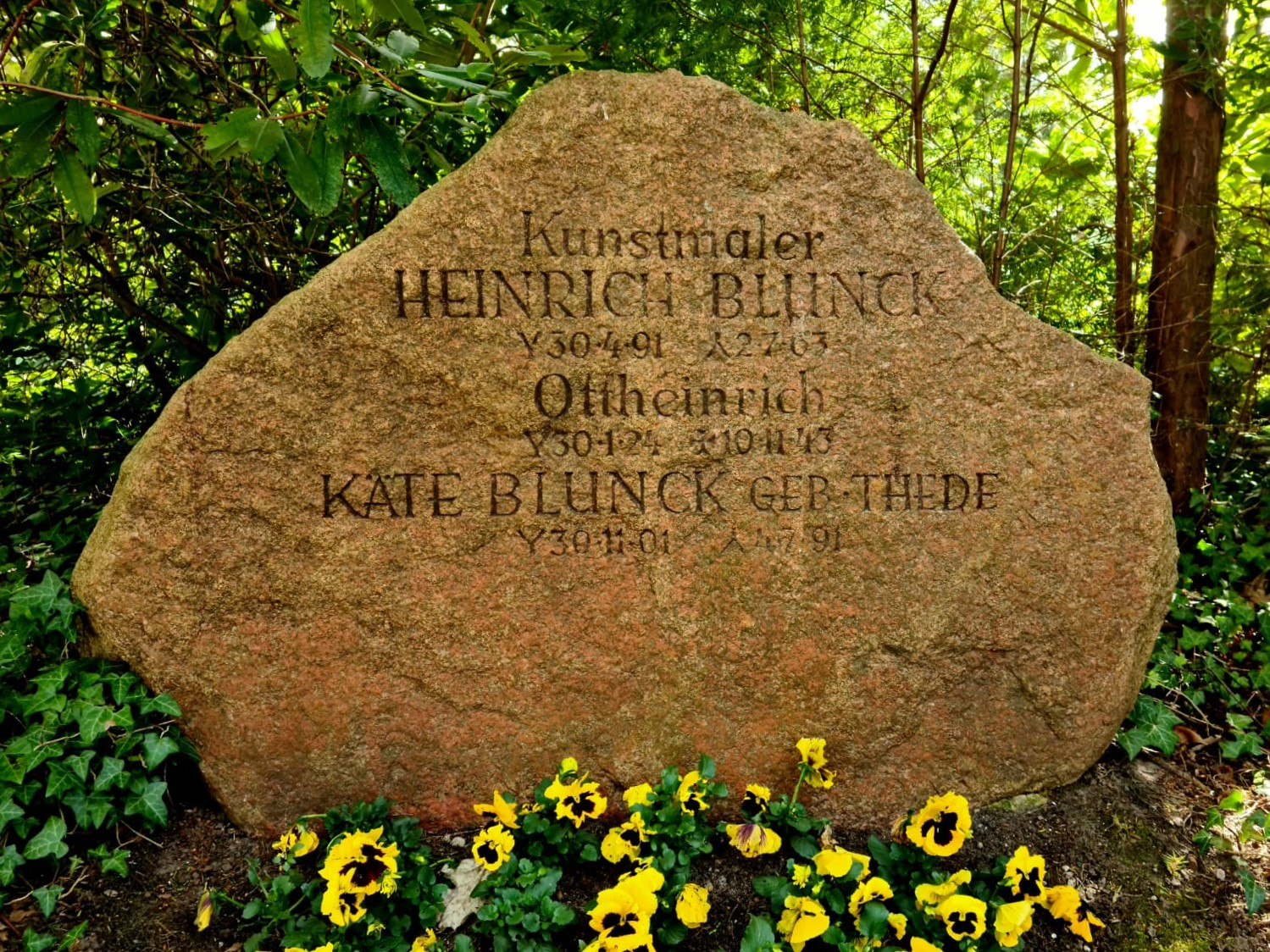
Grabstätte der Familie Blunck in Heikendorf

Heinrich Blunck gilt bis heute als der Maler der Schleswig-Holsteinischen Landschaft. Er fand seine Motive an der Westküste, auf der Insel Alsen und insbesondere in der Probstei. Dargestellt hat er das ländliche Bild seiner Heimat, die Höfe, Alleen, aber auch Katen, Scheunen oder Kornspeicher in einem umfangreichen Werk von Ölgemälden, Grafiken, Radierungen und Lithografien. Als der Meister der feurigen Farbe wird er dem expressiven Realismus zugerechnet.

## Gedenken
Käte Blunck schrieb das Vorwort zu dem 1975 erschienenen Bildband Heinrich Blunck 1891–1963. Ein Maler der Schleswig-Holsteinischen Landschaft und verwaltete bis zu ihrem Tod am 4. Juli 1991 das Vermögen und den künstlerischen Nachlass ihres Ehemannes. In Verkaufskladden führte sie sorgfältig Buch über die verkauften Werke und die Namen der Käufer.
1995 wurde dem Wunsch Käte Bluncks folgend die Heinrich-Blunck-Stiftung als gemeinnützige Stiftung gegründet. Sie ist Trägerin des Künstlermuseum Heikendorf-Kieler Förde, das im September 2000 im restaurierten und umgebauten ehemaligen Blunck-Wohnhaus seine Ausstellungsräume eröffnete.

## Ausstellungen (Auswahl)
zu Lebzeiten
- 1921: Schlossmuseum Sonderburg. Blunck und seine Schüler
- 1925: Kunsthalle zu Kiel. Sonderpräsentation
- 1928: Kunstgewerbemuseum Flensburg
- 1930: Bad Segeberg. Einzelausstellung
- 1937: Bad Segeberg. Ausstellung der Schleswig-Holsteinischen Kunstgenossenschaft zur 800-Jahr-Feier der Stadt
- 1951: Nordfriesland Museum. Nissenhaus Husum. Einzelausstellung

posthum
- 1974: Nordfriesland Museum. Nissenhaus Husum. Einzelausstellung
- 1991: Rathaus Heikendorf. Sonderausstellung zum 100. Geburtstag
- 1996: Heimatmuseum Schönberg. Einzelausstellung
- 2005: Heimatmuseum Schönberg. Einzelausstellung
- 2016: Dithmarscher Landesmuseum, Meldorf: Heinrich Blunck (1891–1963) – Landschaftsmaler zwischen Nord- und Ostsee[14]

## Werke (Auswahl)
- Herbstmorgen in Barbek, Öl auf Leinwand, 1913 (Link zum Bild)
- Winternachmittag (auf der Wilhelmshöhe in Kassel), Öl auf Leinwand, 1915 (Link zum Bild)
- Alte Giebel in Gent bei Mondschein, Öl auf Leinwand, 1917[15]
- Aufziehendes Gewitter über einem Kornfeld, Öl auf Pappe, 1920 (Link zum Bild)
- Aufziehende Wolke, Öl auf Pappe, 1921[16]
- Bauernhaus im Schnee, Aquarell, 1922 (Link zum Bild)
- Letzte Herbstsonne, Öl auf Leinwand, 1928[17]
- In der Wintersonne, Öl auf Leinwand, 1932 (Link zum Bild)
- Knudswarft auf Hallig Gröde, Öl auf Leinwand, 1932 (Link zum Bild)
- Im Watt Hallig Gröde, Öl auf Leinwand, 1932 (Link zum Bild)
- Auf Alsen, Öl auf Leinwand, 1937[18]
- Blick von Bokholmwik auf Broacker, Öl auf Leinwand, 1941[19]
- Meer am Morgen, Öl auf Leinwand, 1. Hälfte des 20. Jahrhunderts (Link zum Bild)
- Wintertag in der Marsch, Öl auf Leinwand, 1951[20]
- Im Vorland, Öl auf Leinwand, 1951 (Link zum Bild)
- An der Kossau, Öl auf Leinwand, um 1953[21]
- Im Watt vor Nordstrand, Aquarell,  2. Drittel 20. Jahrhundert (Link zum Bild)
- Die Warften auf Gröde, Öl auf Leinwand. o. J. (Link zum Bild)